# Microsound
Microsound je hudební styl.
Obsahuje zvuky a hudební vzorky kratší než jedna desetina sekundy a delší než 10 mili-sekund. Audio frekvence microsoundu se pohybuje do 20 kHz. 

V microsoundu se pracuje se zvuky jako např. počítačem tvořené infrazvuky, hudební signály, hudební vlnky, tóny typu "pípání", impulzy, FOF apod.

## Interpreti
- Kangding Ray
- Noto
- Ryoji Ikeda

## Vydavatelství
- Raster-Noton
- Touch